# Ahmed Ouattara
Ahmed Ouattara  (ur. 15 grudnia 1969 w Abidżanie) – piłkarz z Wybrzeża Kości Słoniowej występujący na pozycji napastnika.

## Kariera klubowa
Ouattara seniorską karierę rozpoczynał w 1989 roku w Africa Sports. Przez 5 lat gry dla tego klubu, zdobył z nim Afrykański Puchar Zdobywców Pucharów (1992), Superpuchar Afryki (1992), mistrzostwo Wybrzeża Kości Słoniowej (1989) oraz 2 Puchary Wybrzeża Kości Słoniowej (1989, 1993).
W 1994 roku Ouattara trafił do szwajcarskiego FC Sion. W 1995 roku zdobył z nim Puchar Szwajcarii. W tym samym roku odszedł do portugalskiego Sportingu CP. W 1996 roku dotarł z nim do finału Pucharu Portugalii. Na początku 1997 roku wrócił do FC Sion. W tym samym roku wywalczył z nim mistrzostwo Szwajcarii oraz Puchar Szwajcarii.
W 1998 roku odszedł do innego szwajcarskiego zespołu, FC Basel. Spędził tam pół roku, a potem przeniósł się do hiszpańskiej Extremadury z Primera División. W tym samym roku, po spadku tego klubu do Segunda División, odszedł do Al-Shabab Dubaj ze Zjednoczonych Emiratów Arabskich. Potem występował jeszcze w portugalskim SC Salgueiros oraz ojczystym ASEC Mimosas z którym w 2001 oraz 2002 zdobył mistrzostwo Wybrzeża Kości Słoniowej.

## Kariera reprezentacyjna
W reprezentacji Wybrzeża Kości Słoniowej Ouattara zadebiutował w 1989 roku. W 1994 roku znalazł się w drużynie na Puchar Narodów Afryki. Wystąpił na nim w spotkaniach z Nigerią (2:2, 2:4 w rzutach karnych) oraz Mali (3:1), w którym zdobył także bramkę. Tamten turniej reprezentacja WKS zakończyła na 3. miejscu.
W 1998 roku ponownie został powołany do kadry na Puchar Narodów Afryki. Zagrał na nim w meczach z RPA (1:1), Angolą (5:2) oraz Egiptem (0:0, 4:5 w rzutach karnych). W pojedynku z RPA strzelił także gola. Z tamtego turnieju drużyna WKS odpadłą w ćwierćfinale.
W latach 1989–1999 w drużynie narodowej Ouattara rozegrał łącznie 21 spotkań i zdobył 4 bramki.